# ادواردو پارا
ادواردو پارا (اسپانیایی: Eduardo Parra‎; ۱۷ اوت ۱۹۲۵ – ۱۵ مارس ۲۰۰۳) بازیکن بسکتبال اهل شیلی بود. وی در بازی‌های المپیک تابستانی ۱۹۴۸ شرکت کرده‌است.